# Hochwasserrückhaltebecken Möhntal
Das Hochwasserrückhaltebecken Möhntal (laut offiziellem Schild des Wasserverbands Wedel-Brenz vor Ort: der Staudamm Möhntal) ist ein Hochwasserrückhaltebecken im Möhntal bei dem Heidenheimer Stadtteil Schnaitheim in Baden-Württemberg. Das Bauwerk oberhalb der Talenge zwischen Kelzberg und Winterhalde gilt nach DIN 19700-12 als mittleres Hochwasserrückhaltebecken. Der gestaute Bach ist der nur intermittierend wasserführende Möhntalgraben, der im Stadtgebiet Schnaitheims überdacht ist und bereits südlich davon bei der Kläranlage im Gewerbegebiet Seewiesen von links und Osten der Brenz zufließt.

## Beschreibung
Das Bauwerk riegelt den 3,08 km langen, meist trockenen Strang des Möhntals ab, der westsüdwestlich von Kleinkuchen einsetzt. Das Einzugsgebiet ist etwa 31,39 km² groß. Es liegt auf der verkarsteten Weißjurahochfläche der Schwäbischen Alb im Naturraum Südliches Härtsfeld.
Der 1977 erbaute Damm steht kurz vor den östlichsten Ausläufern der geschlossenen Bebauung von Schnaitheim und kann bis zu 315.000 m³ Wasser zurückhalten. Er dient ausschließlich dem Hochwasserschutz der östlich der Brenz gelegenen Teile des Orts und somit auch seines historischen Ortskerns. Um dessen Überflutung zu verhindern, wurde die Mündung des ihn entwässernden Möhntalgrabens zudem weit südlich außerhalb des Orts verlegt.

Ausgewählte Bilder des Hochwasserrückhaltebeckens Möhntal
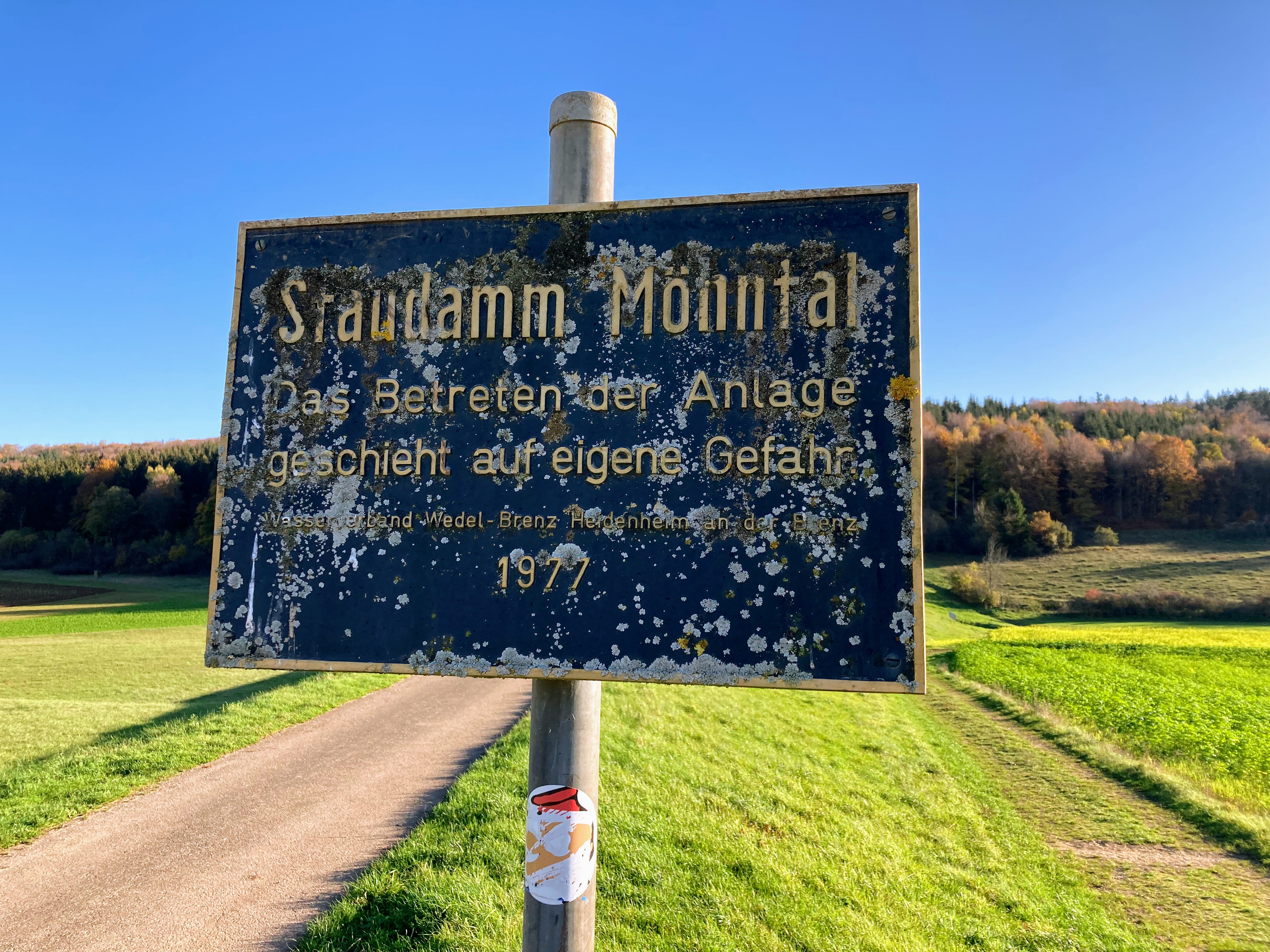
Hochwasserrückhaltebecken Möhntal (2022), Schild
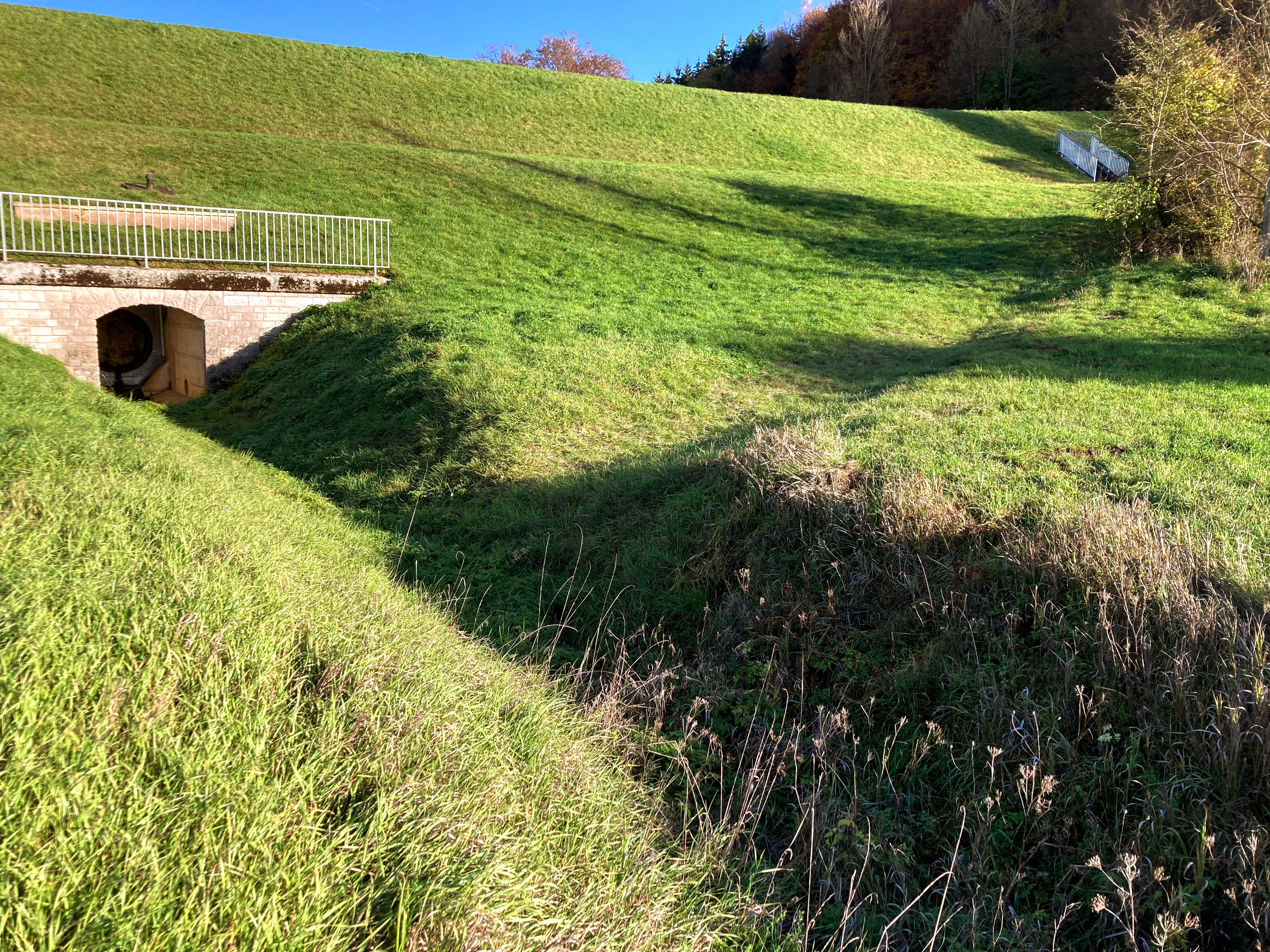
Hochwasserrückhaltebecken Möhntal (2022), Grundablass und Überlaufrinne Luftseite
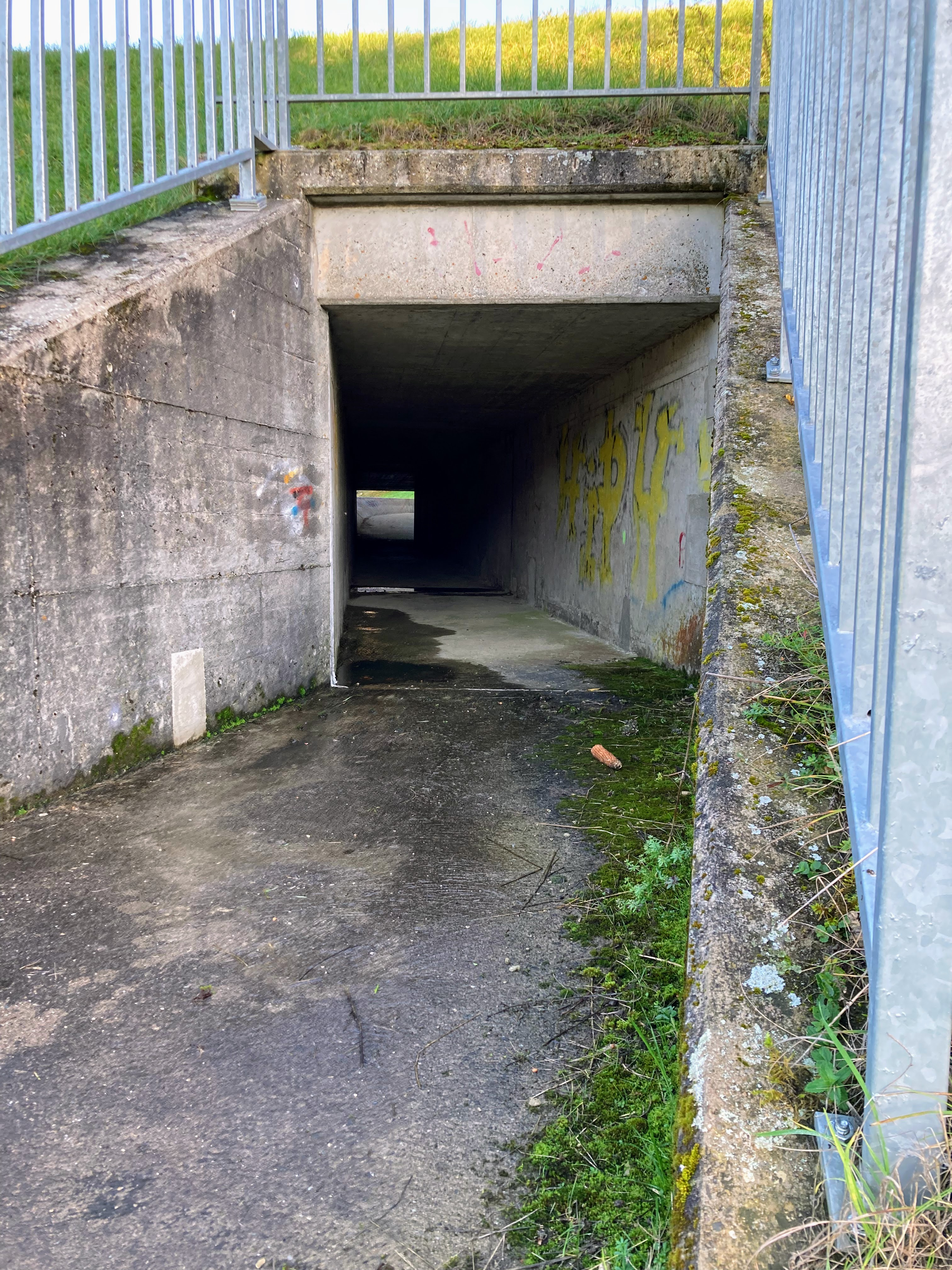
Hochwasserrückhaltebecken Möhntal (2022), Überlauf Luftseite
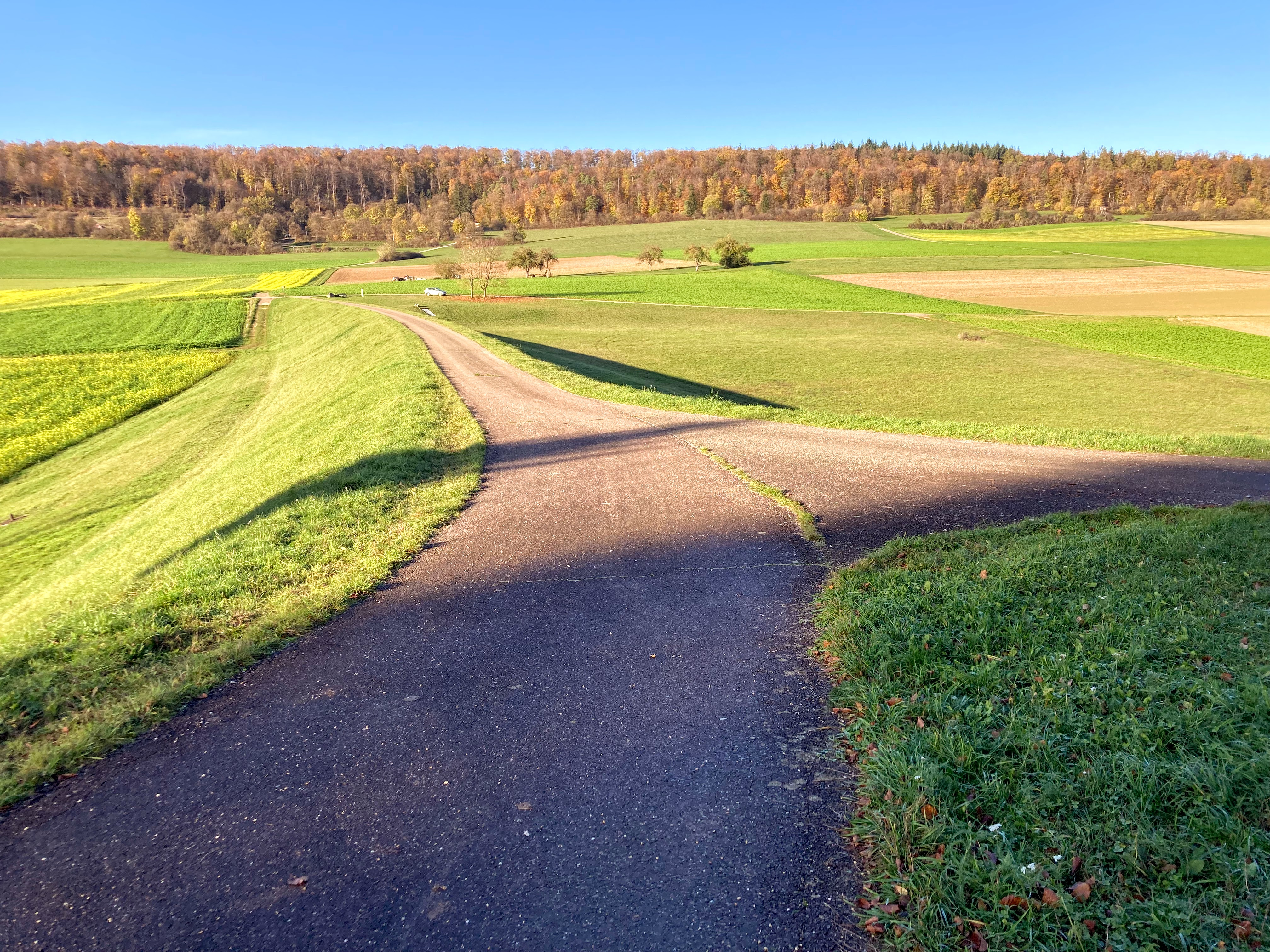
Hochwasserrückhaltebecken Möhntal (2022), Dammkrone in Richtung Norden
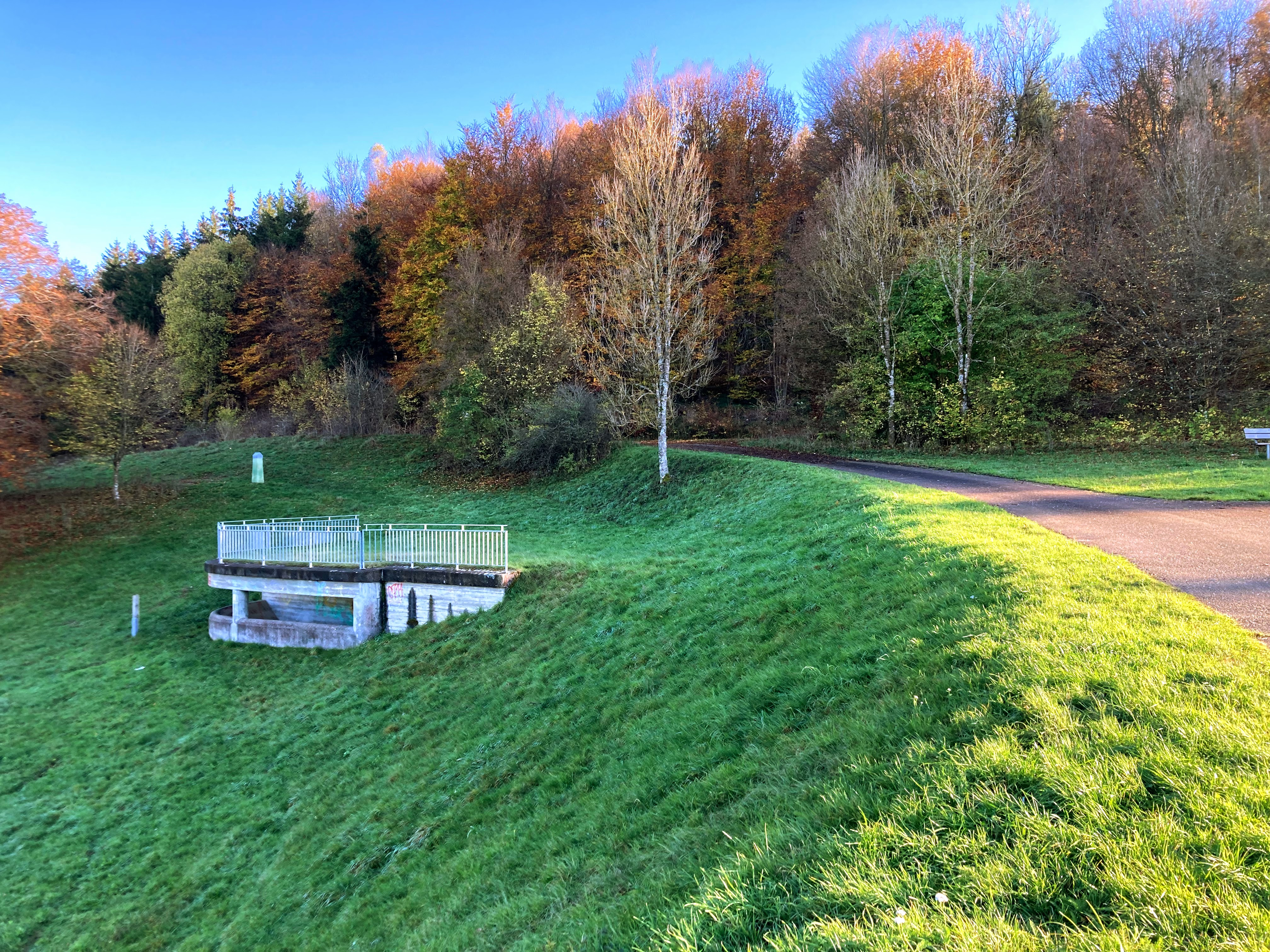
Hochwasserrückhaltebecken Möhntal (2022), Dammkrone und Überlauf
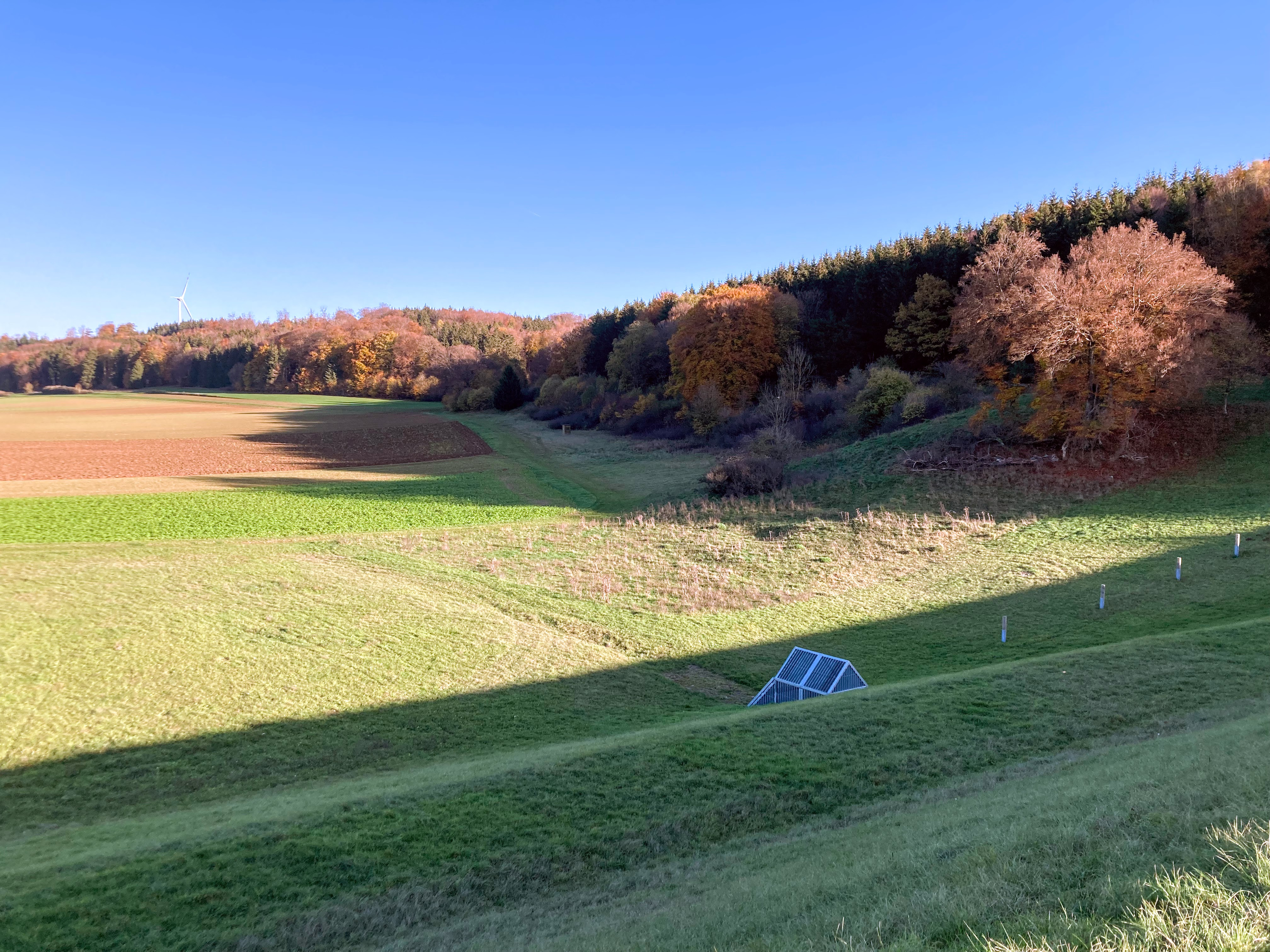
Hochwasserrückhaltebecken Möhntal (2022), Grundablass Wasserseite und oberer Ansatz des Möhntalgrabens
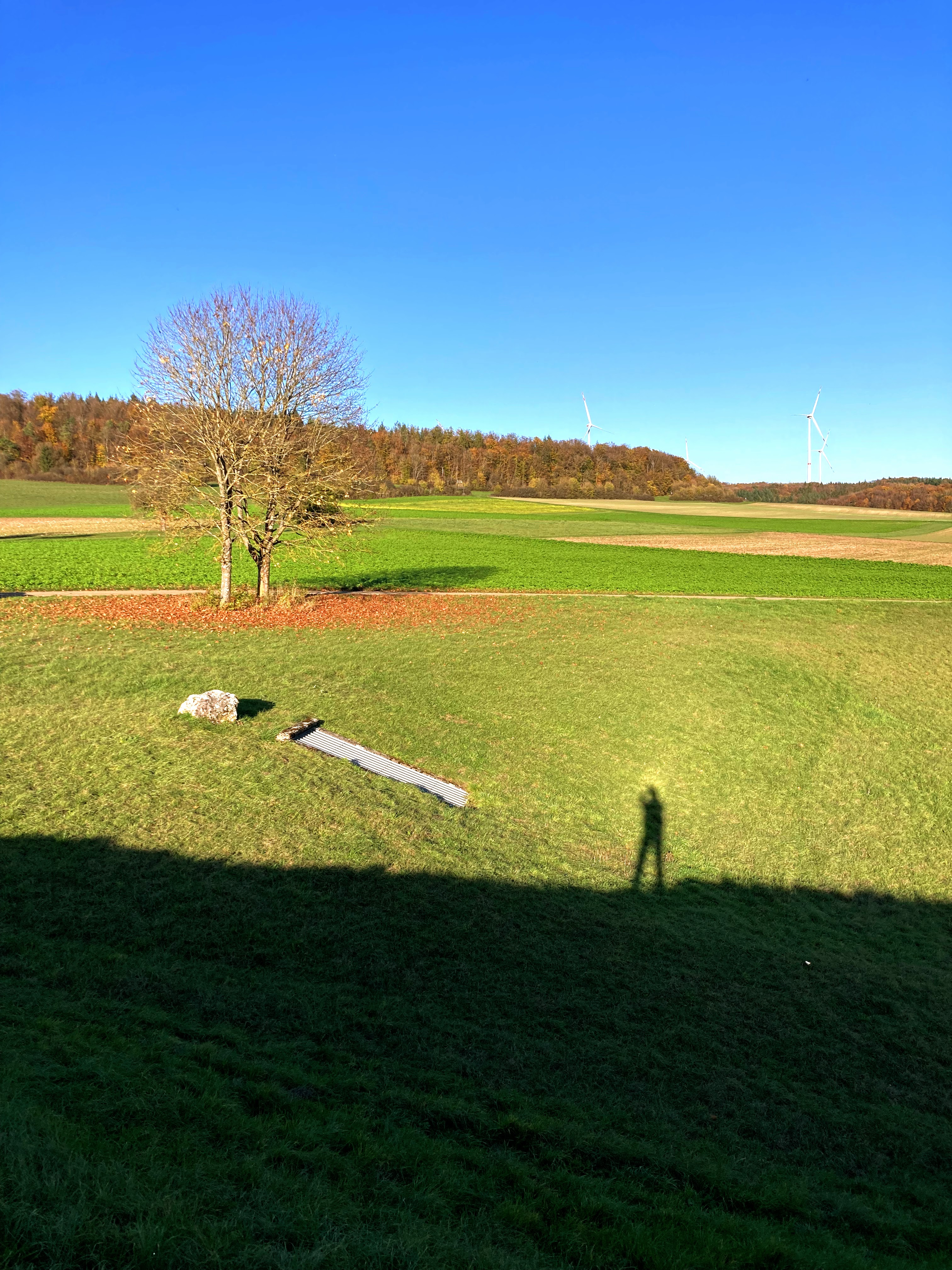
Hochwasserrückhaltebecken Möhntal (2022), nördliche Hangentlastung
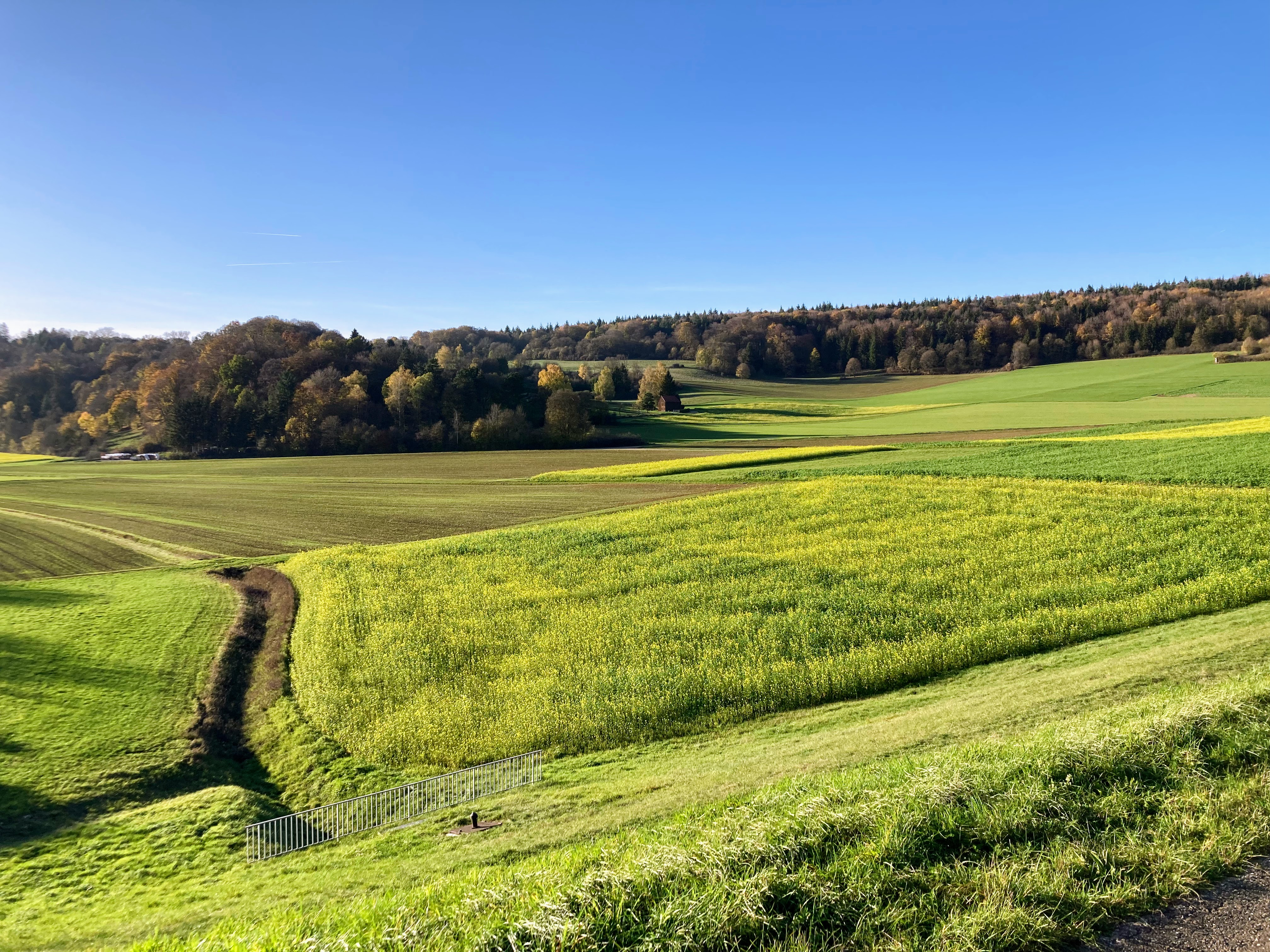
Möhntal mit Möhntalgraben (2022) vom Hochwasserrückhaltebecken aus

## Möhntalgraben
Der Möhntalgraben zeichnet sich nur 50 m oberhalb des nach ihm benannten Hochwasserrückhaltebeckens erstmals im Gelände ab. Das Tal, das er entwässert, setzt jedoch schon rund 4,15 km oberhalb auf einer Höhe von etwa 610 m ü. NHN südwestlich einer Reihe von Grabhügeln bei Kleinkuchen an. Zunächst sehr eng, unterquert es die Möhntalbrücke der Bundesautobahn 7 und nimmt nach rund 650 m von links bzw. Südost das in seinem Oberlauf ein Bett aufweisende Tal zwischen den Gemarkungen Sirgensteiner Hau und Ilgensol auf. Nach weiteren rund 500 m stößt von rechts bzw. Nordost ein Schmiedsteich genanntes bettloses Tal dazu, wonach es sich bis unterhalb des Staudamms erheblich aufweitet.
Nach seinem Austritt aus dem Staudamm auf einer Höhe von etwa 511 m ü. NHN fließt der Möhntalgraben zunächst für rund 400 m sanft geschwungen inmitten landwirtschaftlich genutzter Felder, um durch eine rund 110 m lange erste Kanalisierung an einem Scheunengrundstück vorbei sowie unter der Kreuzung der Kapellstraße mit einem über den Damm führenden Weg hindurch geführt zu werden. Von dort führt er über rund 550 m als Straßengraben hart nördlich an der Kapellstraße entlang, während die landwirtschaftlich genutzte Sohle des Möhntals mittig geringfügig tiefer liegt. Oberhalb des Anwesens Kapellstraße 93 tritt der Möhntalgraben schließlich in seine zweite Kanalisierung ein.
Unter seiner Überdachung folgt der Möhntalgraben zunächst über rund 700 m der Kapellstraße bis an deren Anfang und biegt dann nach links in die Würzburger Straße ein, der er über rund 500 m folgt. Nach weiteren rund 500 m rechter Hand durch die Straße In den Seewiesen nimmt sein Kanal denjenigen des Nattheimer Talgrabens genau dort auf, wo er oberirdisch vom Badenberggraben gekreuzt wird. Rund 230 m später zweigt er nach rechts auf das Gelände der Kläranlage Schnaitheim ab und mündet nach rund 130 m auf einer Höhe von etwa 490 m ü. NHN aus annähernd östlicher Richtung von links in die Brenz – obwohl sein Ausgangstal nördlicher liegt, also rund 270 m südlicher als der Badenberggraben.

Ausgewählte Bilder des Möhntalgrabens
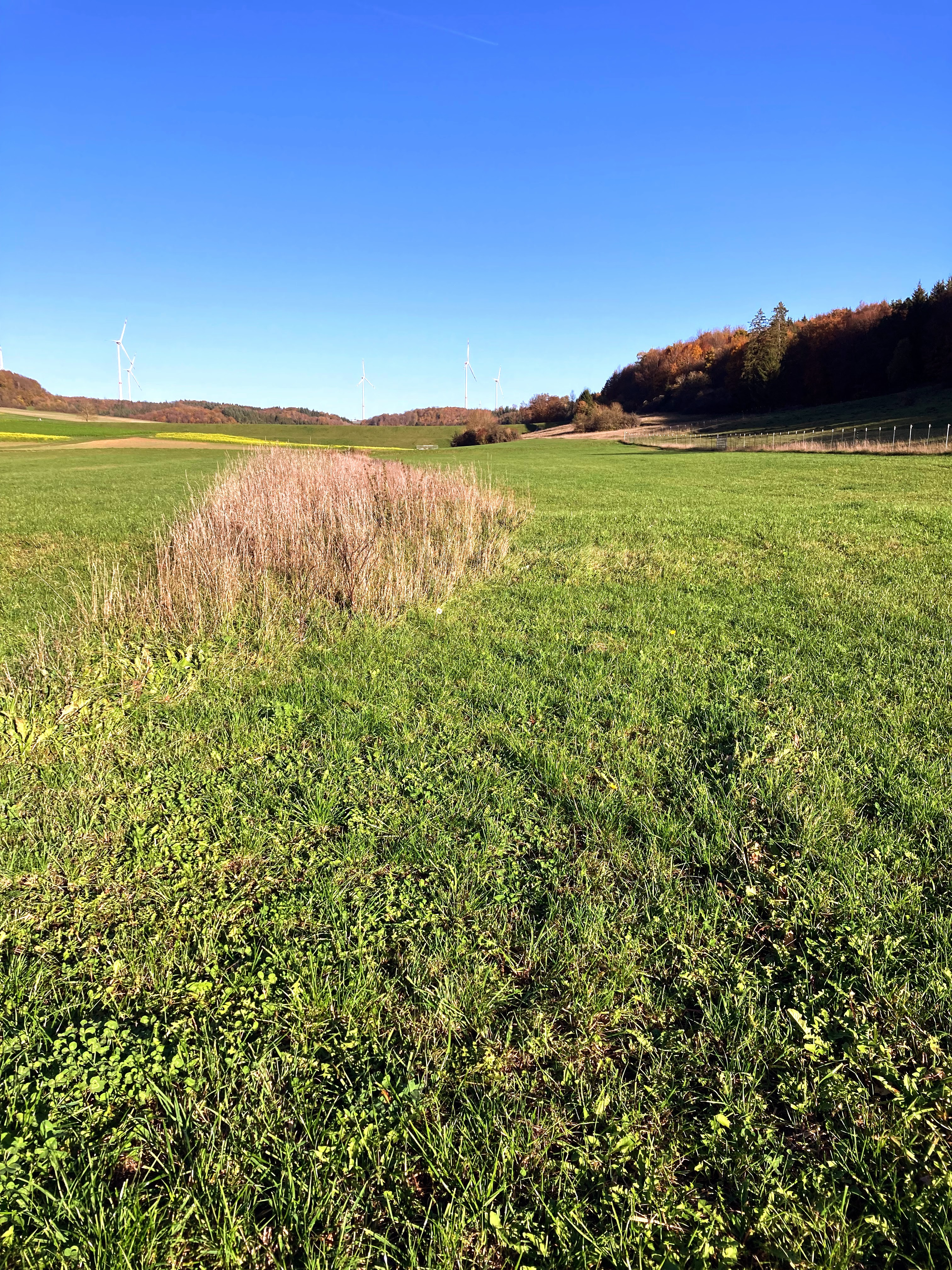
Möhntalgraben (2022), erste Kanalisierung
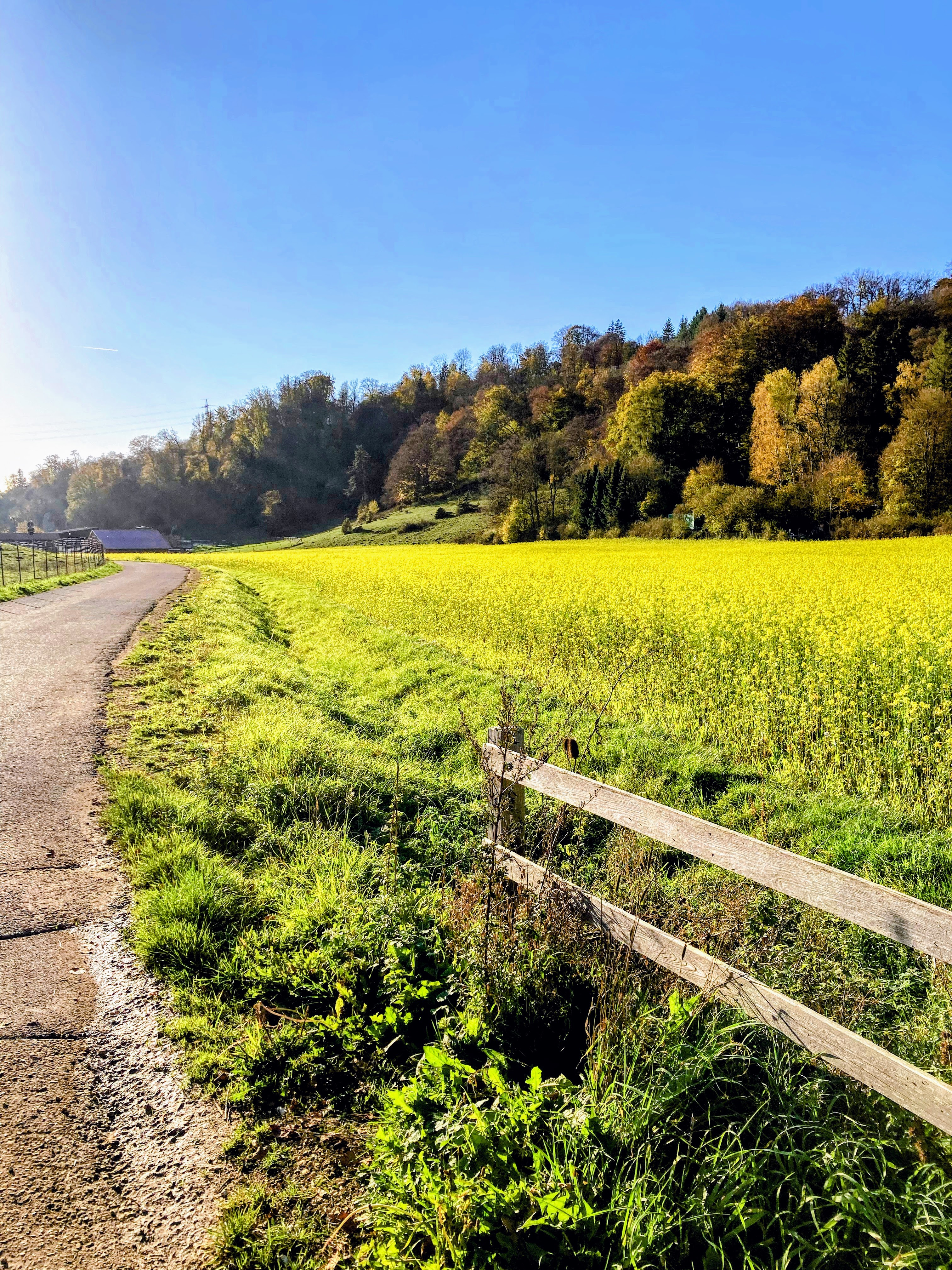
Möhntalgraben (2022), Ende der ersten Kanalisierung
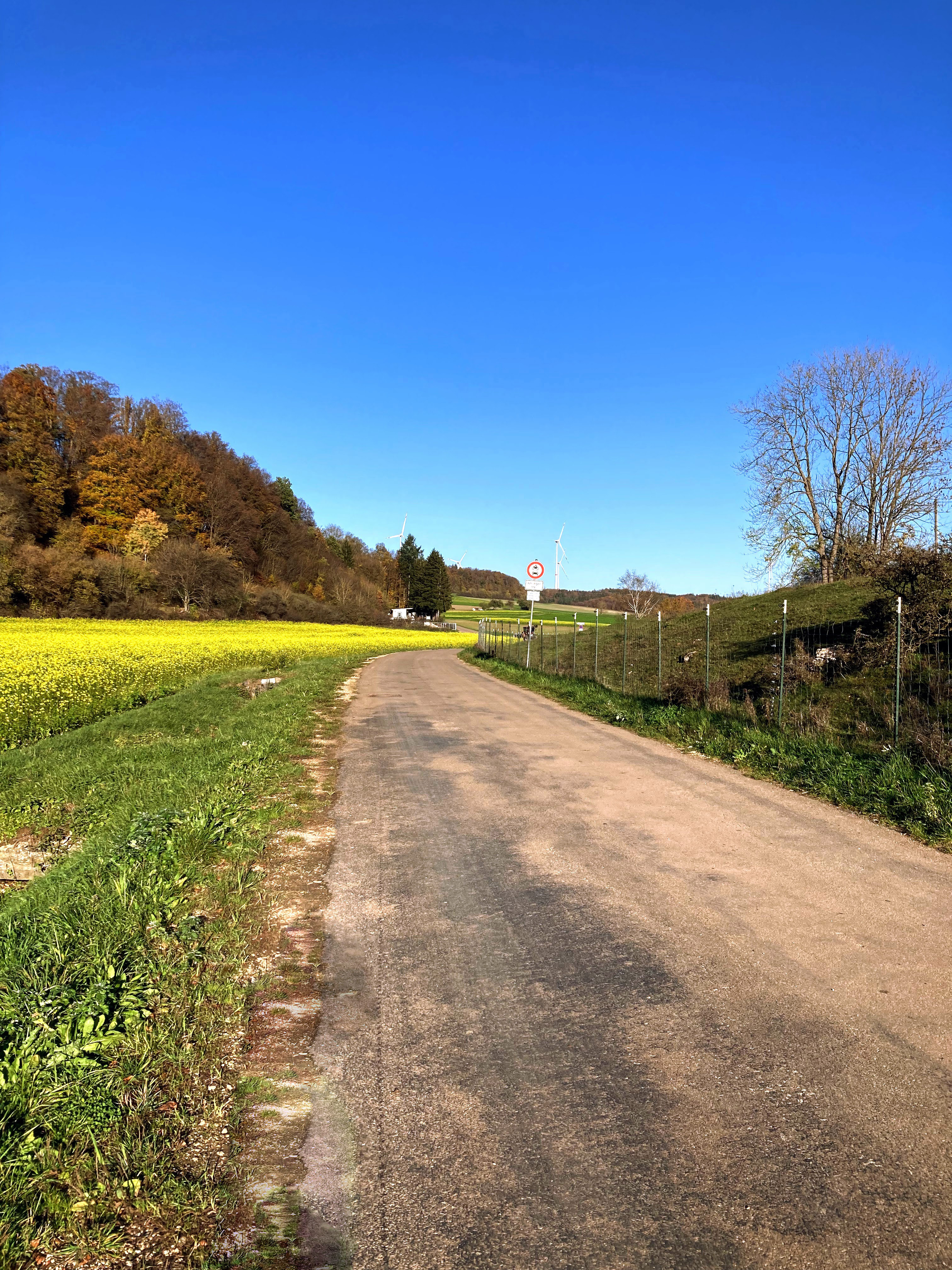
Möhntalgraben (2022)
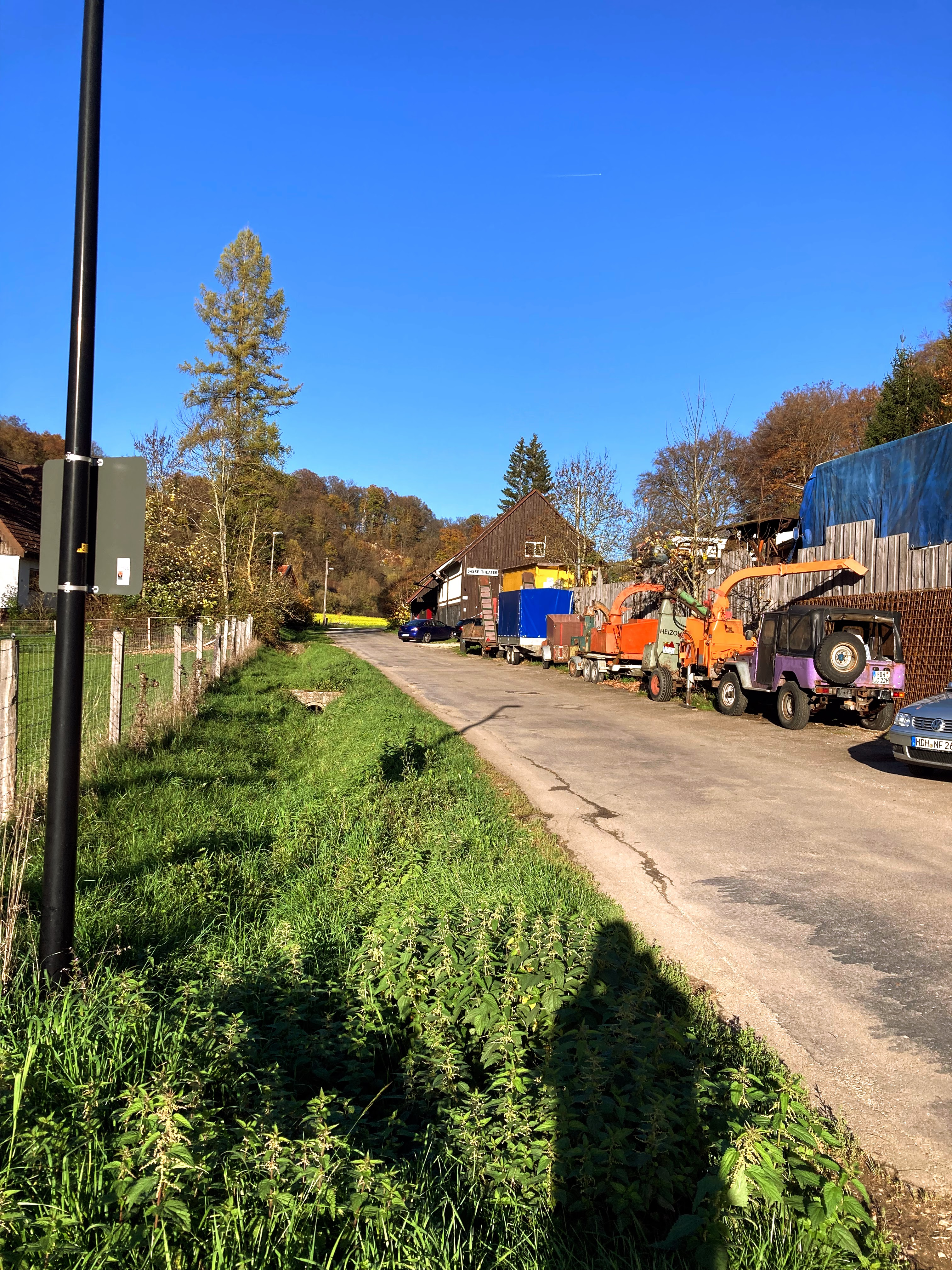
Möhntalgraben (2022), Beginn der zweiten Kanalisierung
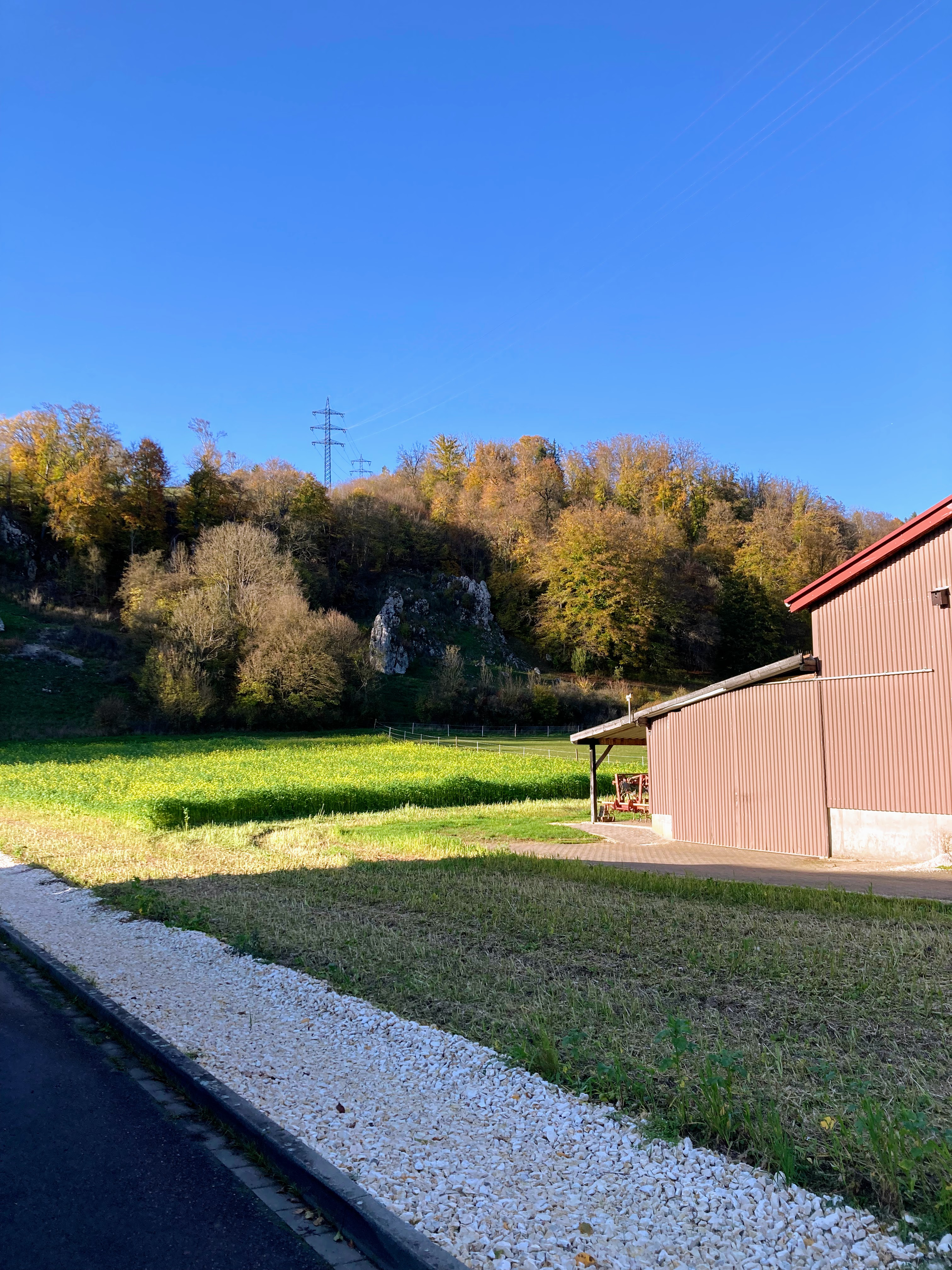
Möhntal (2022) mit niedrigerer Talsohle als der Möhntalgraben
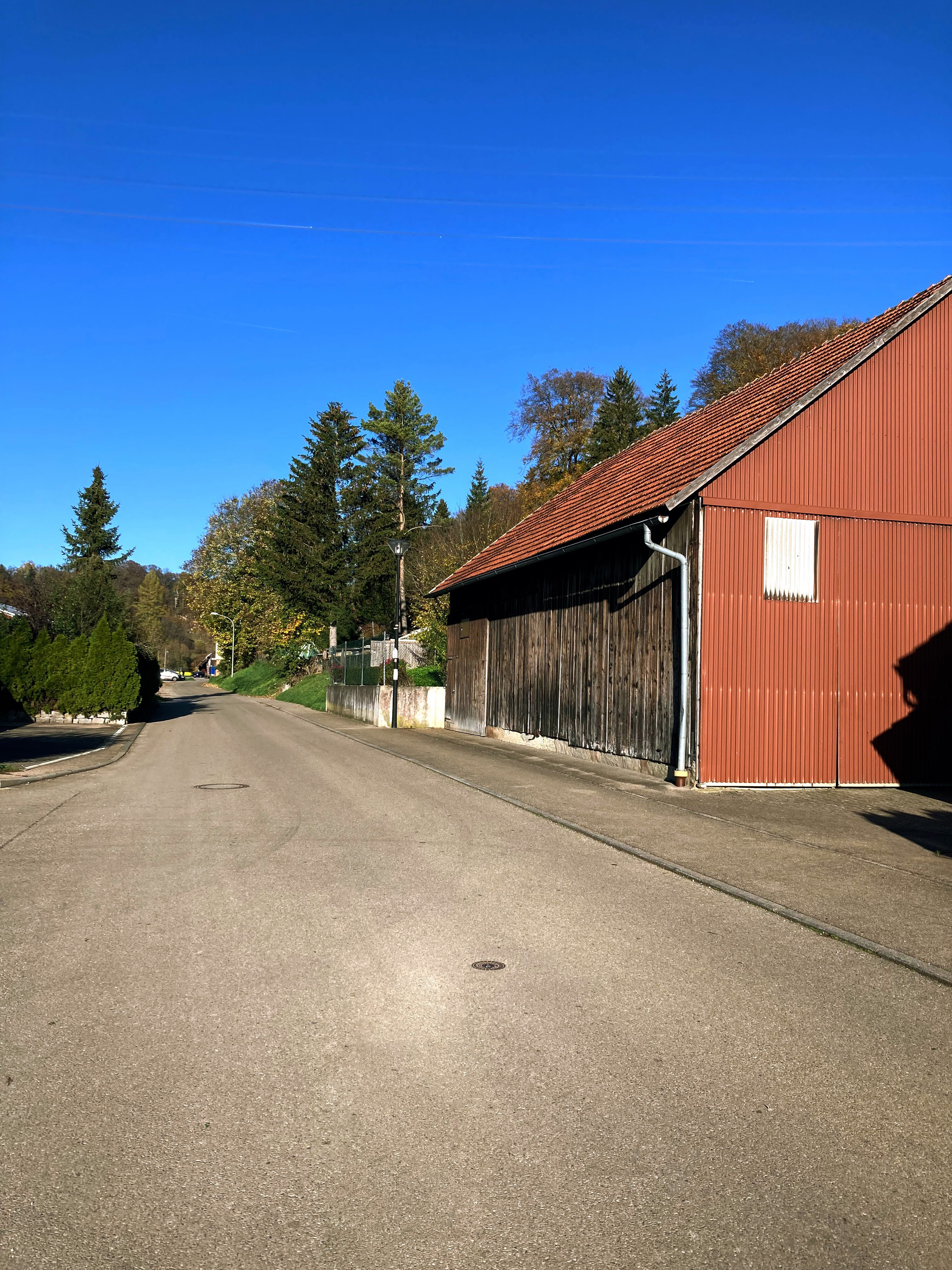
Möhntal (2022) am Zusammentreffen von Lamm- und Kapellstraße

## Wasserverband
Das Hochwasserrückhaltebecken Möhntal gehört dem Wasserverband Wedel-Brenz und wurde 1977 erbaut.